# Amphoe Phra Nakhon Si Ayutthaya
Amphoe Phra Nakhon Si Ayutthaya is de naam van het hoofddistrict (amphoe) van de provincie Ayutthaya. De hoofdstad van het district is het nieuwe Ayutthaya. 
In het district ligt ook de historische stad Ayutthaya, die ooit de hoofdstad was van het koninkrijk Ayutthaya. Deze stad werd in 1767 verwoest door de Birmezen. De VOC had een tijdlang een handelspost bij deze stad. De stad is na de verwoesting door de Birmezen op een andere plek herbouwd en is nu het nieuwe Ayutthaya. 